# Anacithara simplex
Anacithara simplex é uma espécie de gastrópode do gênero Anacithara, pertencente a família Horaiclavidae.